# La maschera di scimmia
La maschera di scimmia (The Monkey's Mask) è un film del 2000 diretto da Samantha Lang ed interpretato da Susie Porter e Kelly McGillis; la prima è una detective privata lesbica che durante le indagini sulla scomparsa di una giovane donna si innamora di una sospettata, l'insegnante Diana Maitland impersonificata dalla McGillis.
La pellicola è basata sull'omonimo romanzo in versi della poetessa australiana Dorothy Porter.

## Trama
Il film è ambientato a Brisbane, una piccola cittadina australiana: una giovane studentessa d'arte con velleità artistiche, Mickey Norris, legge una sua poesia in un bar e quando esce dal locale notturno entra nell'auto di una persona non identificabile e da quel momento si perdono le sue tracce. Due settimane dopo la sua sparizione accetta di occuparsi del caso Jill Fitzpatrick, ex agente di Polizia ed ora detective privata, che inizia le sue indagini.
Jill cerca indizi andando ad investigare nell'università frequentata da Mickey e nell'ateneo rimane affascinata dalla lezione di Diana Maitland, professoressa di letteratura della ragazza. Jill, dichiaratamente lesbica, è subito attratta dalla matura ma ancora molto affascinante Diana e nonostante il matrimonio dell'insegnante col giovane Nick, un avvocato che non disdegna storielle extraconiugali, alla fine le due iniziano una torbida relazione passionale.
I genitori della vittima contattano la detective e le chiedono di proseguire le indagini visto che la Polizia non da loro nessun aiuto, ma Jill è distratta dal suo legame con Diana: un giorno Nick le coglie sul fatto mentre copulano, tuttavia non si arrabbia né si preoccupa più di tanto. In seguito Jill entra tramite la sua amica Lou nella comunità di poeti frequentati da Mickey e conosce due compositori, Bill e Tony, a cui la ragazza dedicò molti versi sessualmente espliciti.
I due però non sono disponibili a collaborare con le indagini e allora l'investigatrice torna a interrogare Diana, che butta fango su Mickey definendola "ninfomane": da questo momento Jill incomincerà a ricevere telefonate minatorie in cui una voce camuffata le intima di smetterla di cercare il colpevole. Nonostante sia contrariata dall'atteggiamento provocatorio della docente, Jill continua ad essere la sua amante e una notte Diana la soffoca per ottenere asfissia erotica: Jill perde i sensi e dopo, quando Diana le chiede se le è piaciuto, risponde di non ricordare.
Nel frattempo si rifà vivo Bill: il poeta afferma di averci ripensato e di voler consegnare a Jill delle prove che possono risolvere il caso ma mentre le sta trasportando in macchina la sua auto esplode e il giovane muore. A questo punto interviene l'altro artista in erba precedentemente conosciuto, Tony: egli confessa a Jill che la vittima aveva scritto un diario segreto e che lo aveva donato a Diana e inoltre mostra alla detective un video in cui la matura insegnante e la giovane allieva si baciano.
Allora Jill capisce che Diana le ha mentito durante tutto questo tempo: l'impressione le è confermata anche dalla confidenza di Barbara, la moglie di Tony, secondo cui è stata proprio Diana a far saltare l'auto di Bill. Nel nastro che ora Jill ha in suo possesso si vedono Mickey e Diana parlarsi ed amoreggiare per poi scomparire di scena insieme a Nick; poco dopo questa visione Jill si reca in tribunale incontrando proprio Nick e i due vanno in spiaggia dove iniziano a flirtare e copulano, nonostante l'omosessualità della donna: durante il coito, in cui l'avvocato cerca anch'egli di soffocare Jill, lei gli chiede a bruciapelo se ha ucciso Mickey e nell'enfasi del momento Nick confessa, parlando di un gioco erotico a tre finito male.
Prontamente Jill si divincola dalla morsa dell'assassino e va a denunciare tutto alle forze dell'ordine. L'ultimo incontro tra Jill e Diana è molto freddo: la Maitland afferma di essere disposta a tutto pur di tutelare i suoi interessi e chiede all'investigatrice di non rivelare a nessuno quello che ha scoperto. Troppo tardi ormai, visto che la polizia sta già vagliando il nastro audio consegnato da Jill che incastra Diane e Nick. Il film si conclude quindi con lo smascheramento dei colpevoli, che saranno sottoposti ad un giusto processo.

## Critica
Il giudizio dei critici anglosassoni è stata piuttosto negativa: A. O. Scott del New York Times parlò per esempio di film sicuramente glamour e affascinante nella sua analisi della poesia squallida ma criticò la regia della Lang e i dialoghi, definiti "sorprendentemente cattivi". Ronald Mangravite del Miami New Times bollò il film come noioso e noir e definì il suo materiale "certamente non rivoluzionario"; inoltre ne parodiò il titolo il Lesbian PI, facendo il verso a Magnum, P.I.  L'opinione di Paula Nechak per il Seattle Post-Intelligencer è più positiva soprattutto per ciò che concerne l'interpretazione di Susie Porter, che "irradia intelligenza e trasporta un sensualità accessibile sul grande schermo".
In Italia invece la critica fu sostanzialmente benevola; ne sono esempi queste recensioni:
- L'avevamo persa, è ritornata. Indurita, segnata dagli anni, ma è sempre lei, la fulgida Kelly McGillis di 'Witness' e 'Top Gun'. In 'La maschera di scimmia, stravagante lesbo-thriller australiano, ama con pari trasporto la poesia e le donne. Anche nuda. Temeraria, ammirevole". (Fabio Ferzetti, Il Messaggero, 1º giugno 2001)[4].
- Fuori dalla fascinazione del rapporto amoroso lesbico, resta una storia tradizionalmente anticonvenzionale che funziona certo più sulla pagina che sullo schermo. C'è anche lo zampino di un bravo produttore italiano, Domenico Procacci". (Silvio Danese, Quotidiano Nazionale, 1º giugno 2001)[4].
- Ispirato a un romanzo in versi di Dorothy Porter sul potere e sull'innamoramento, su sesso, morte e verità, co-prodotto da Domenico Procacci, il film inconsueto racconta dell'indagine su una studentessa scomparsa e poi ritrovata strangolata, condotta da una giovane detective privata. (...) Cincischiato, ma interessante. (Lietta Tornabuoni, La Stampa, 1º giugno 2001)[4].
- Tratto dall'omonimo romanzo di Dorothy Porter, è un film riuscito. La traccia narrativa è quella di una classica storia di detection (...). La regista, una trentatreenne inglese per nascita ma che ha fatto gli studi di cinema in Australia, dirige con mano sicura riuscendo a coniugare un personaggio inedito per il genere con le vecchie seduzioni della suspense". (Roberto Nepoti, la Repubblica, 3 giugno 2001)[4].
- Uno schema plausibile, dipanato con indubbie attenzioni psicologiche e immerso poi dalla regista in atmosfere cupe e non di rado anche minacciose in cui gli interrogativi, i rischi e le sorprese vanno via via accumulandosi. Pur arrivando alla fine a un diapason (ed è un merito stilistico) che si risolve nel gelo. Nei panni di Jill, Susie Porter molto mascolina. Al suo opposto, come Diana, Kelly McGillis, più anziana e già vista in molti film di Hollywood. Più misteriosa che non ambigua. (Gian Luigi Rondi, Il Tempo, 3 giugno 2001)[4].

## Riconoscimenti
- Australian Screen Sound Guild
  - Migliore colonna sonora
- Dallas Out Takes
  - Miglior attrice protagonista (Susie Porter)